# Nature Astronomy
Nature Astronomy — рецензований науковий журнал видавництва Nature Portfolio, один з найбільш рейтингових журналів світу в галузі астрономії. Його вперше було опубліковано в січні 2017 року (том 1, випуск 1), хоча перший вміст з’явився в мережі в грудні 2016 року. Головним редактором є Мей Чіао. Редакторами-засновниками, крім Мей Чіао, були Пол Вудс, Лука Малтальяті та Маріос Карузос. Журнал публікується в форматі онлайн-журналу.

## Цілі та сфера застосування
На додаток до публікації оригінальних досліджень, Nature Astronomy публікує коментарі, огляди, новини та погляди, статті та листування з усього спектру дисциплін, пов’язаних з астрономією.
Теми, які висвітлюються в журналі, включають:
- Спостережна астрономія
- Теоретична астрофізика
- Обчислювальна техніка в астрофізиці
- Прилади та техніка
- Планетарна наука
- Екзопланети
- Фізика Сонця та зірок
- Міжпланетне та міжзоряне середовище
- Галактична та позагалактична астрономія
- Астрофізика високих енергій
- Космологія
- Астрохімія
- Астрономічні великі дані

## Реферування та індексування
Журнал реферується та індексується такими базами:
- Астрофізична інформаційна система НАСА[7]
- Science Citation Index[8]
- Scopus[9]

Відповідно до Journal Citation Reports, імпакт-фактор журналу на 2021 рік становив 15,647, що ставило його на 5 місце серед 69 журналів у категорії «Астрономія та астрофізика».